# Arekurahatti, Navalgund
Arekurahatti là một làng thuộc tehsil Navalgund, huyện Dharwad, bang Karnataka, Ấn Độ.